# Францішек Бєлінський
Францішек Бєлінський гербу Юноша (1683 — 8 жовтня 1766, Варшава) — державний діяч Речі Посполитої, чашник великий коронний (1713—1725), підскарбій земель Прусських (1714—1738), Хелмінський воєвода (1725—1732), маршалок надвірний (1732—1742) і великий коронний (1742—1766); староста мальборкський, тухольський, черський, ґарволінський, бродницький, ґруєцьке, осєцький, міраховський, ковалевський, пільзненський і рогатинський. Кавалер Ордену Білого Орла.

## Життєпис
Народився Францішек 1683 року в сім'ї на той час старости млавського, мальборкського та осєцького Казімєжа Людвіка Бєлінського та Людвіки Марії з Морштинів. Мав 2 братів — Яна та Міхала, та 4 сестер — Катажину, Урсулу, Терезу й Маріанну.
1705 року титулувався старостою мальборкським і тухольським, 1710 року був призначений від короля Августа II депутатом на Генеральній раді Варшавській. 1713 року після смерті батька отримав, зокрема, черське та ґавролінське староства. Цього ж року був призначений на посаду чашника великого коронного. Від 1 серпня 1714 року по, орієнтовно, 18 грудня 1738 року обіймав посаду підскарбія земель Прусських. Разом із цією посадою отримав староство бродницьке з містом Лідзбарком, а через рік — грамоту про призначення очільником панцерної хоругви та староство ґруєцьке.
1717 року Францішек Бєлінський був призначений комісаром до Трибуналу скарбового коронного в Радомі, обирався послом на сейм 1719/1720 років та 1722 року від Черської землі. 28 грудня 1725 року став Хелмінським воєводою. 1728 року був обраний маршалком Трибуналу скарбового коронного, після матері одідичив осєцьке староство.
Францішек Бєлінський через шлюб із донькою донькою підскарбія великого коронного Яна Єжи Пшебендовського зблизився з «Фамілією» Чорторийських. Це приносить йому значні вигоди, а саме — нагородження близько 1730 року Орденом Білого орла, посідання староств міраховського та ковалевського. 18 квітня 1732 року він обійняв посаду маршалка надвірного коронного. Відзначився вмінням підтримувати порядок у столиці та суворим дотриманням судових повноважень при особі монарха, нещадною боротьбою зі злочинами та порушеннями спокою королівської резиденції.
Після смерті Августа II, надвірний маршалок опинився в одному таборі з Чорторийськими, на боці Станіслава Лещинського. Він був членом генеральної конфедерації, створеної 27 квітня 1733 року на конвокаційному сеймі. Під час елекції цього ж року став суддею Генерального каптурового суду.
Після падіння Ґданська Бєлінський разом із братом Міхалом перебував у в'язниці до серпня 1734 року, після чого разом із провідниками «Фамілії» присягнув Августу III. 1735 року підписав ухвалу Генеральної Ради Варшавської конфедерації 1733 року. 10 липня 1737 року підписав у Всхові конкордат із Ватиканом.

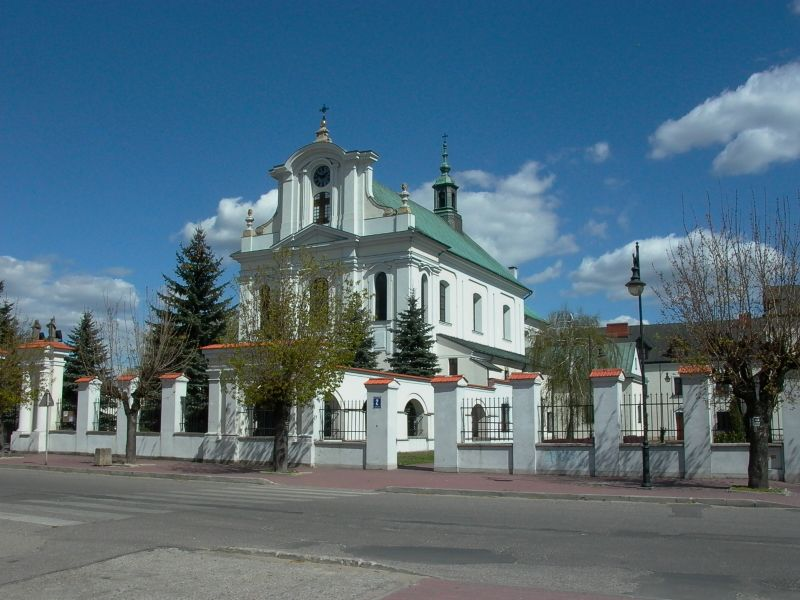
Костел Непорочного Зачаття Пресвятої Діви Марії в місті Ґура-Кальварія, 2007 рік

21 травня 1742 року Францішек Бєлінський став маршалком великим коронним, отримав також пільзненське та рогатинське староства. Як відповідальний за благоустрій Варшави, він керував її розбудовою та упорядкуванням. 1742 року очолив Комісію Брукову, створену з метою покращення санітарного стану столиці. 1743 року він заснував муніципальний табір і видав суворі розпорядження, що примушували мешканців дотримуватися чистоти. 1761 року він отримав королівський привілей на організацію лотереї, кошти від якої призначалися для Комісії Брукової. Багато зусиль маршалок приклав для забудови столиці цегляними будинками. Завдяки його зусиллям сейм 1764 року заборонив ремонт дерев'яних будівель і наказав знести ті, що загрожували безпеці сусідніх будинків. Щоб жителям було легше будувати цегляні будинки, він оголосив «податок на мулярів, теслярів, пилярів і бруківників», якого треба було суворо дотримуватися. Бєлінський також видав постанови про захист міста від пожеж. 5 лютого 1752 року видав у Отвоцьку-Великому документ для Острува-Велькопольського, яким, як прийнято вважати, була заснована перша в Польщі професійна пожежна бригада. Завдяки діяльності Комісії, до 1762 року на більшості найважливіших вулиць міста була покладена бруківка. На знак вдячності за успішно виконану місію по мощенню вулиць, маршалок власним коштом поставив на перехресті Трьох Хрестів статую святого Яна Непомуцького, яка збереглася донині. 1756 року він став фундатором барокового костелу Непорочного Зачаття Пресвятої Діви Марії в місті Ґура-Кальварія, збудованого за проєктом Якуба Фонтани. 1757 року створив біля Варшави юридику Бєліно (тепер частина середмістя біля площі Яна Генрика Домбровського). Варшавська вулиця Маршалковська, яка була закладена в цьому районі, була названа 1770 року на честь Бєлінського, від маршалківських посад, які він обіймав. Окрім успадкованого палацового комплексу в Отвоцьку-Великому, він також збудував палац на перетині вулиць Маршалковської та Крулєвської, який проіснував до початку XX століття

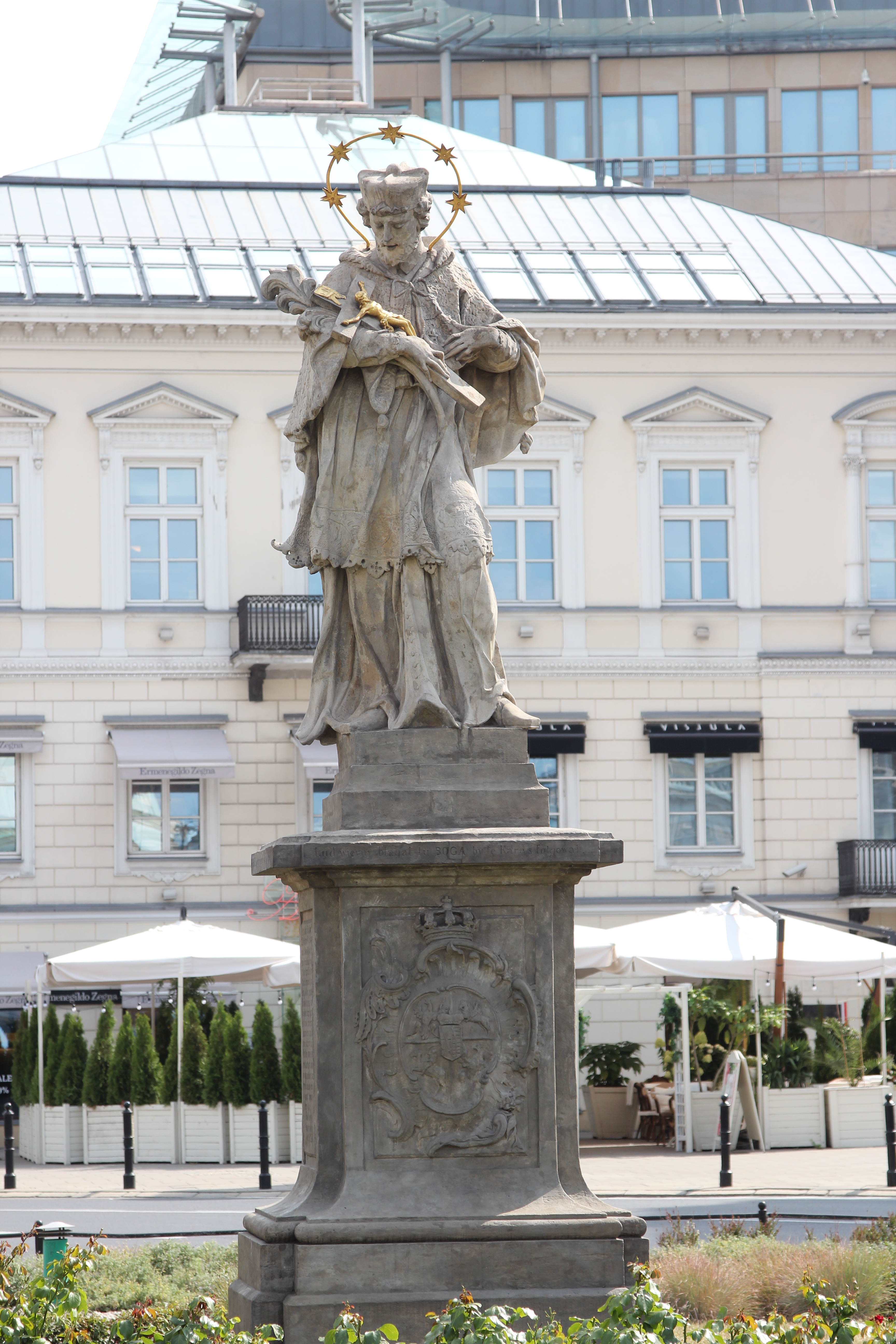
Пам'ятник св. Яну Непомуцькому на площі Трьох Хрестів у Варшаві, 2019 рік

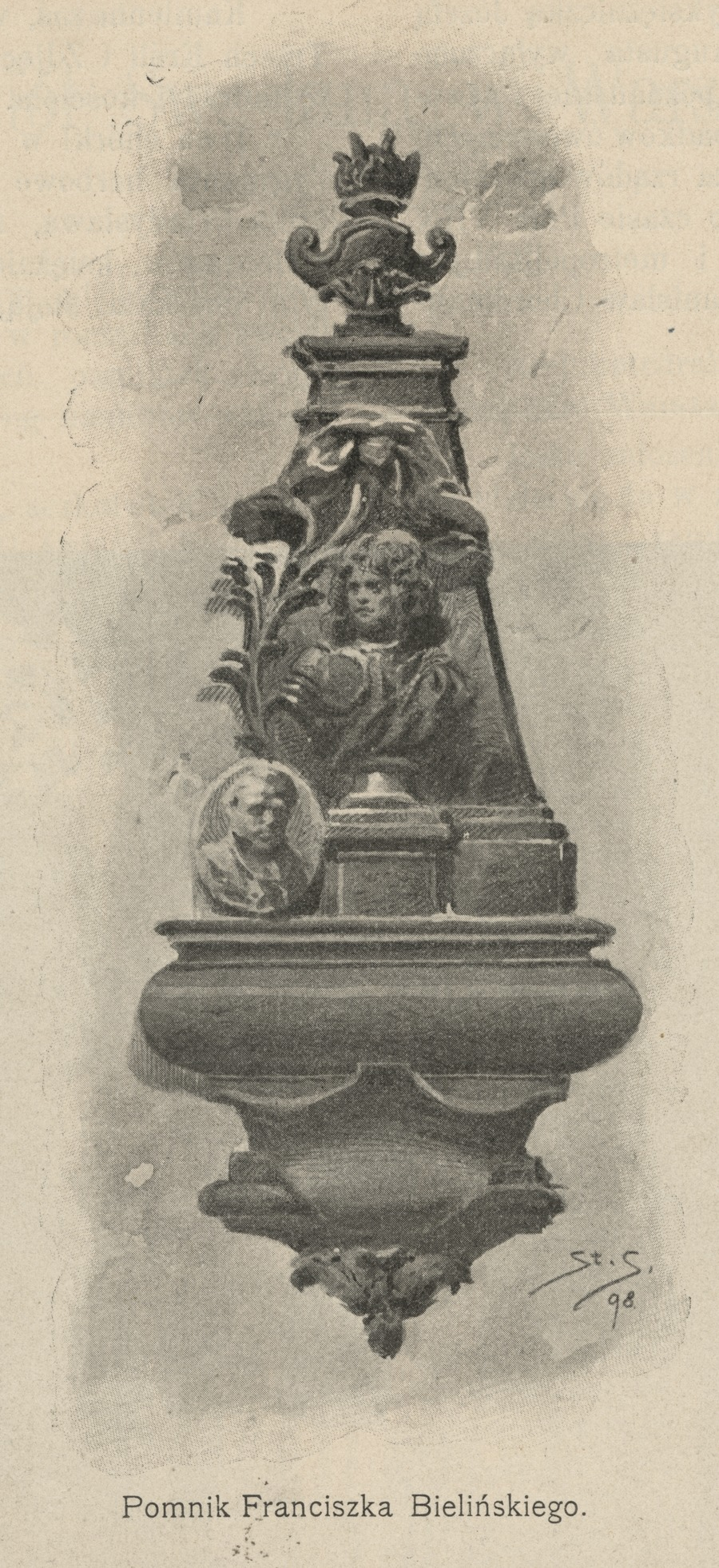
Пам'ятник Францішеку Бєлінському у варшавському Соборі Івана Хрестителя

Наприкінці 1740-х років почав підтримувати придворну республіканську фракцію (гетьманської партії). На початку 1750-х років підтримав шляхту в її суперечках із католицькими ієрархами щодо відміни десятини. Зокрема, завдяки Бєлінському черська та лівська шляхта домоглася скасування своєї залежності від церковних судів у майнових справах, чим пізніше скористалися шляхтичі з інших воєводств.
7 травня 1764 року Францішек Бєлінський підписав маніфест, який визнавав нелегальним конвокаційний сейм 1764 року, що відбувався за присутності та впливу російських військ.
Францішек Бєлінський помер у Варшаві 8 жовтня 1766 року. Значну частину вакантних старостинських посад передав своїм племінникам Францішеку Онуфрію та Станіславу. Тіло поховали в Черську, де він побудував ратушу та костел.

## Сім'я
На початку січня 1730 року одружився з донькою підскарбія великого коронного Яна Єжи Пшебендовського, колишньою дружиною Новогрудського воєводи, князя Яна Міколая Радзивілла, Доротою Генрієтою (Генрікою) (пом. 1755). Спільних дітей не мали.